# 꼬리박각시
꼬리박각시는 박각시과 곤충의 일종으로, 긴 주둥이가 특징이다.
소리가 들릴 정도의 빠른 날개짓으로 정지비행을 한 채로 꽃꿀을 먹는 것이 벌새의 특징과 일치하며, 이는 수렴 진화의 결과라는 설이 있다.
꼬리박각시는 남유럽·북아프리카부터 동아시아까지 구세계 북부의 따뜻한 지방에 분포한다.

## 갤러리

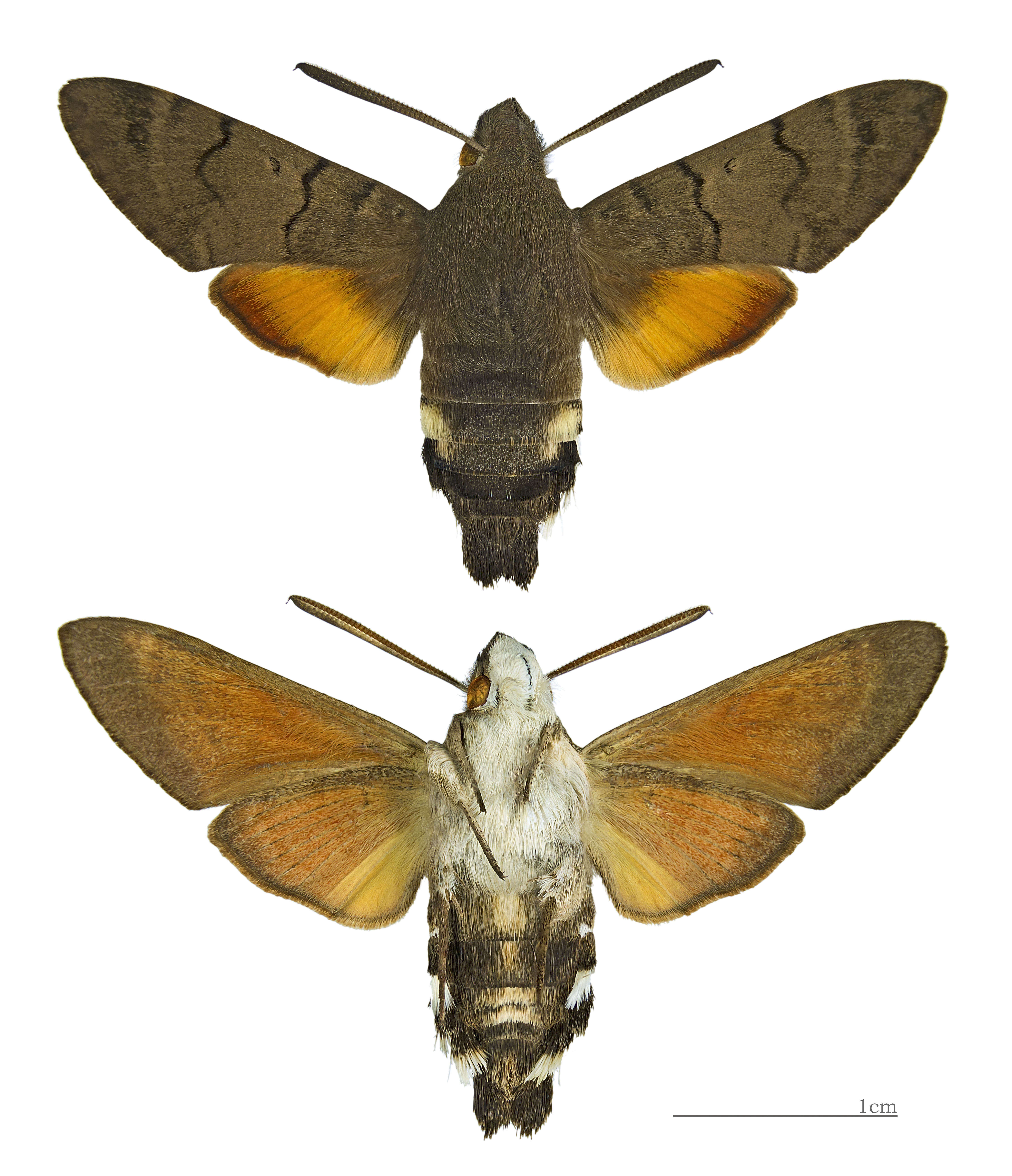
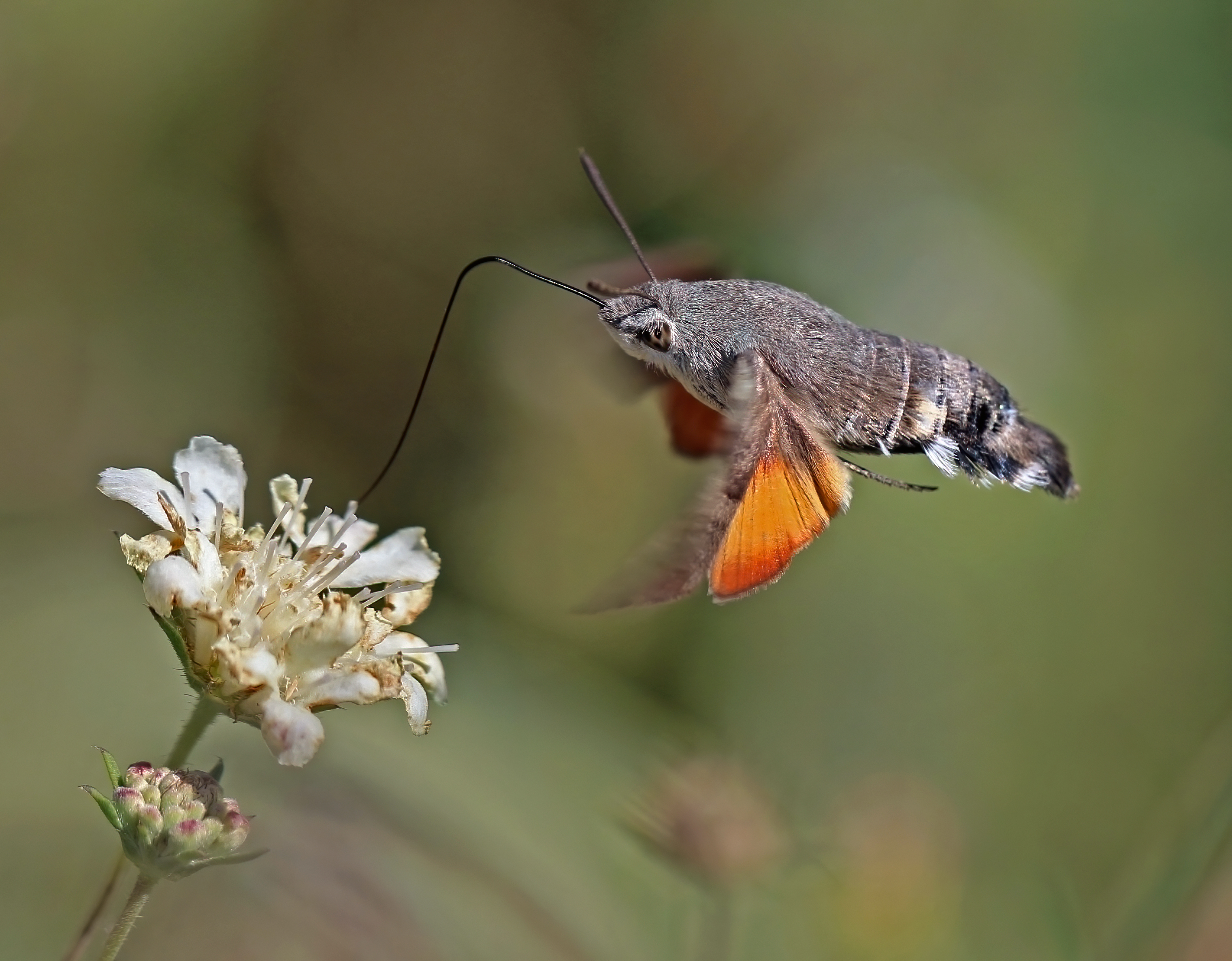
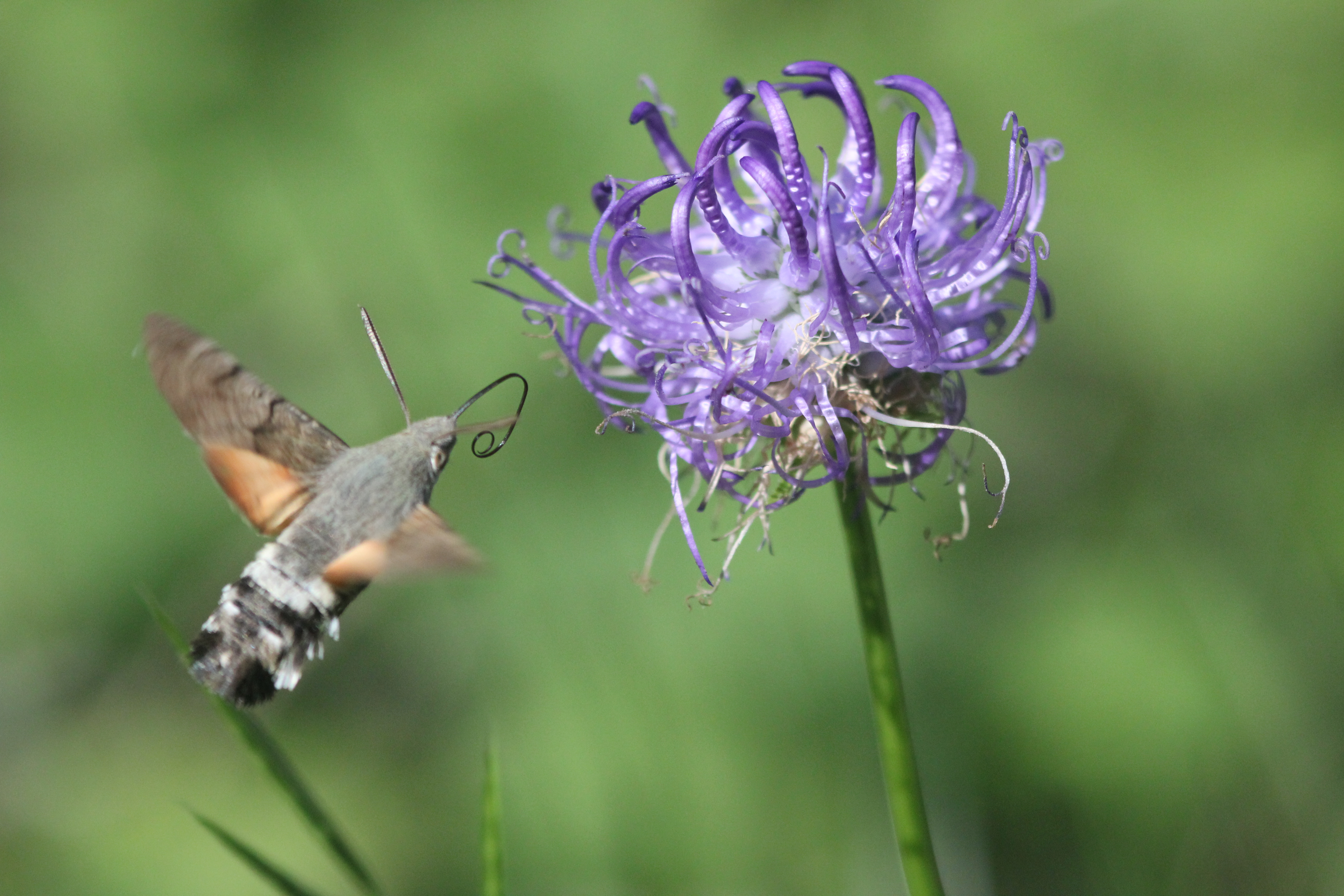
Macroglossum stellatarum
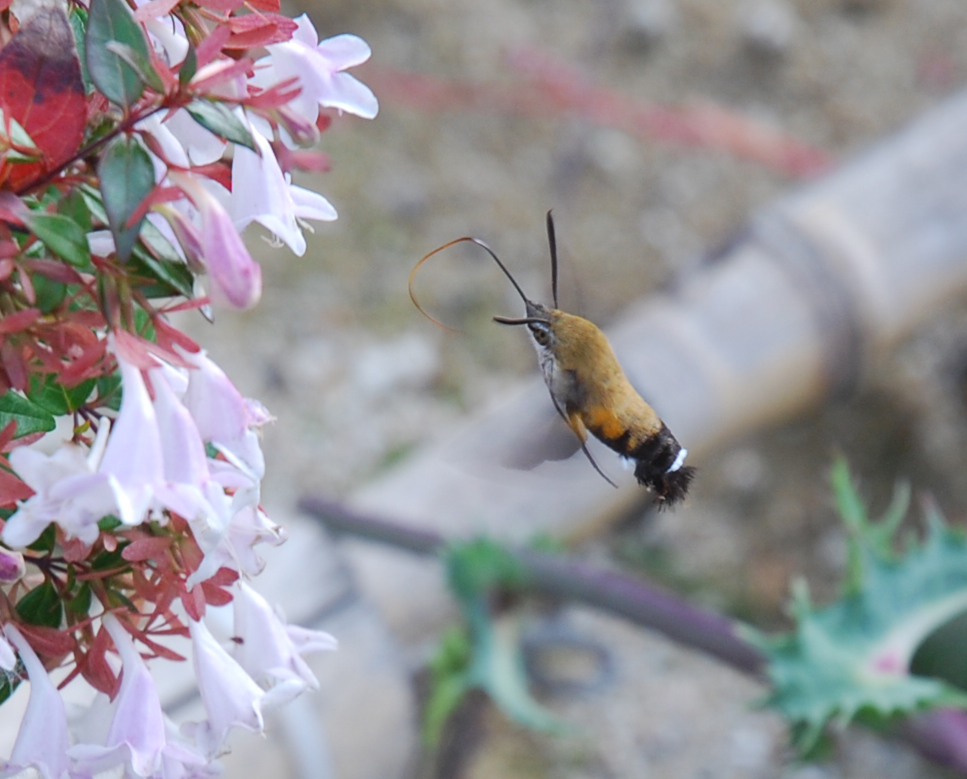
꼬리박각시(거제시)
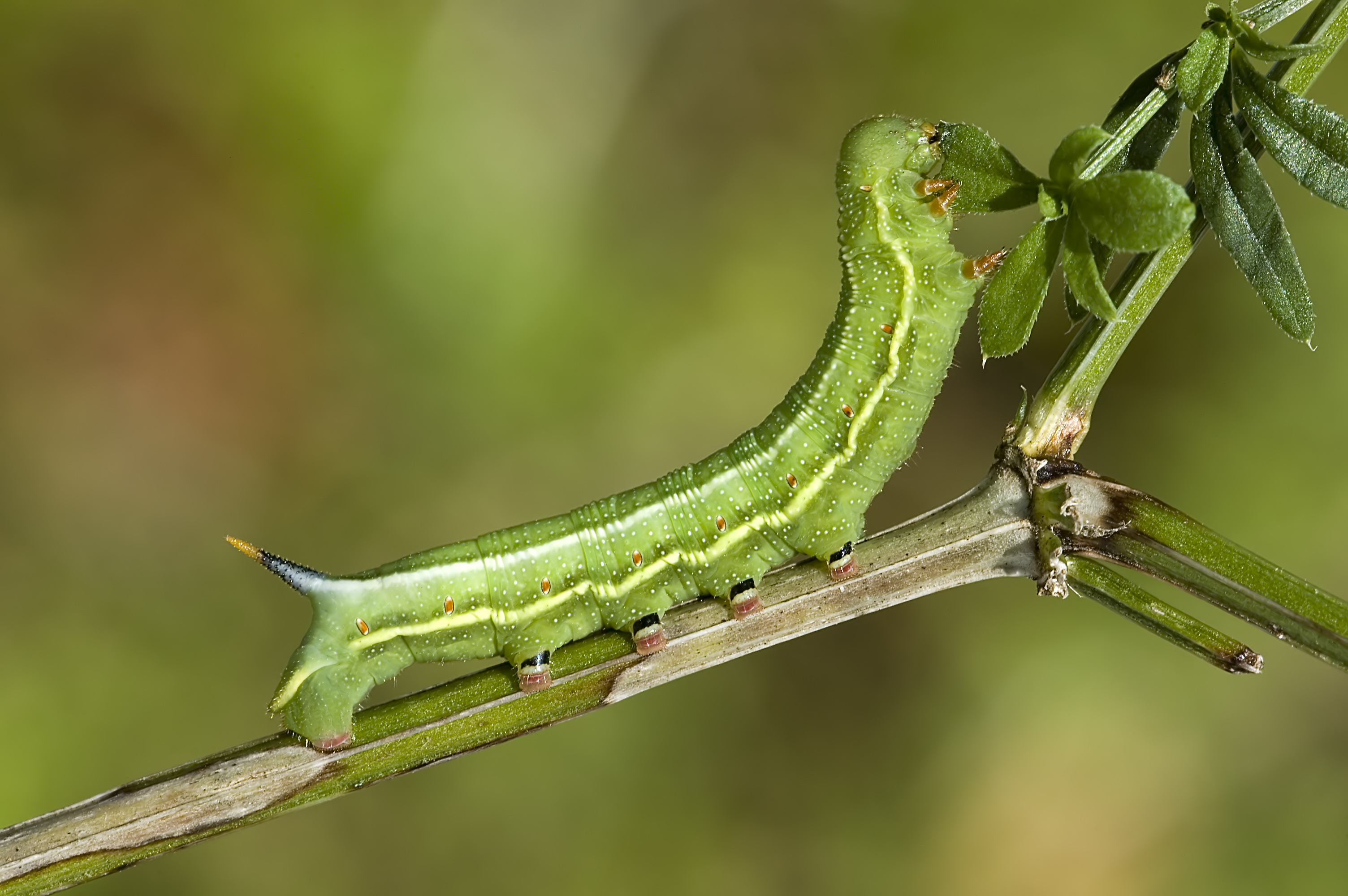
박각시 유충
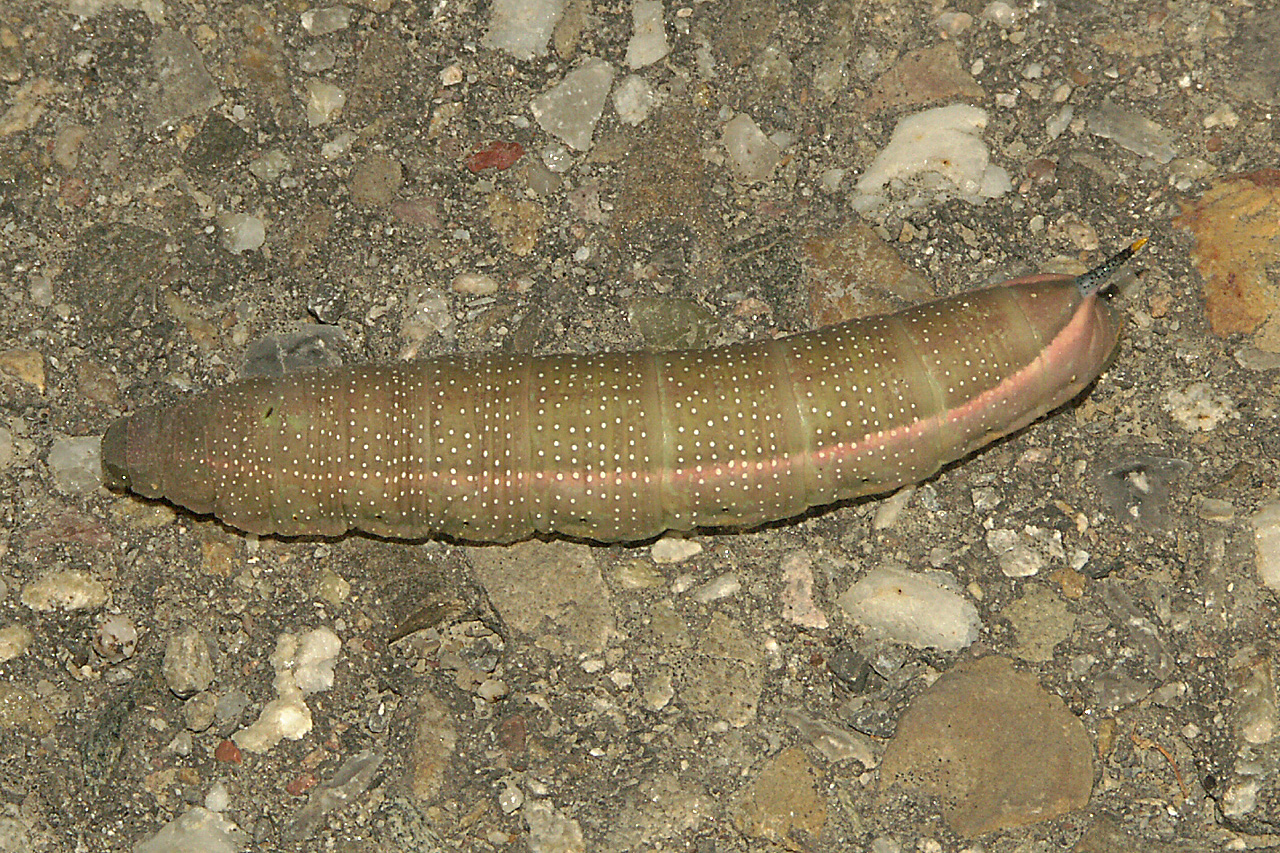
박각시 유충
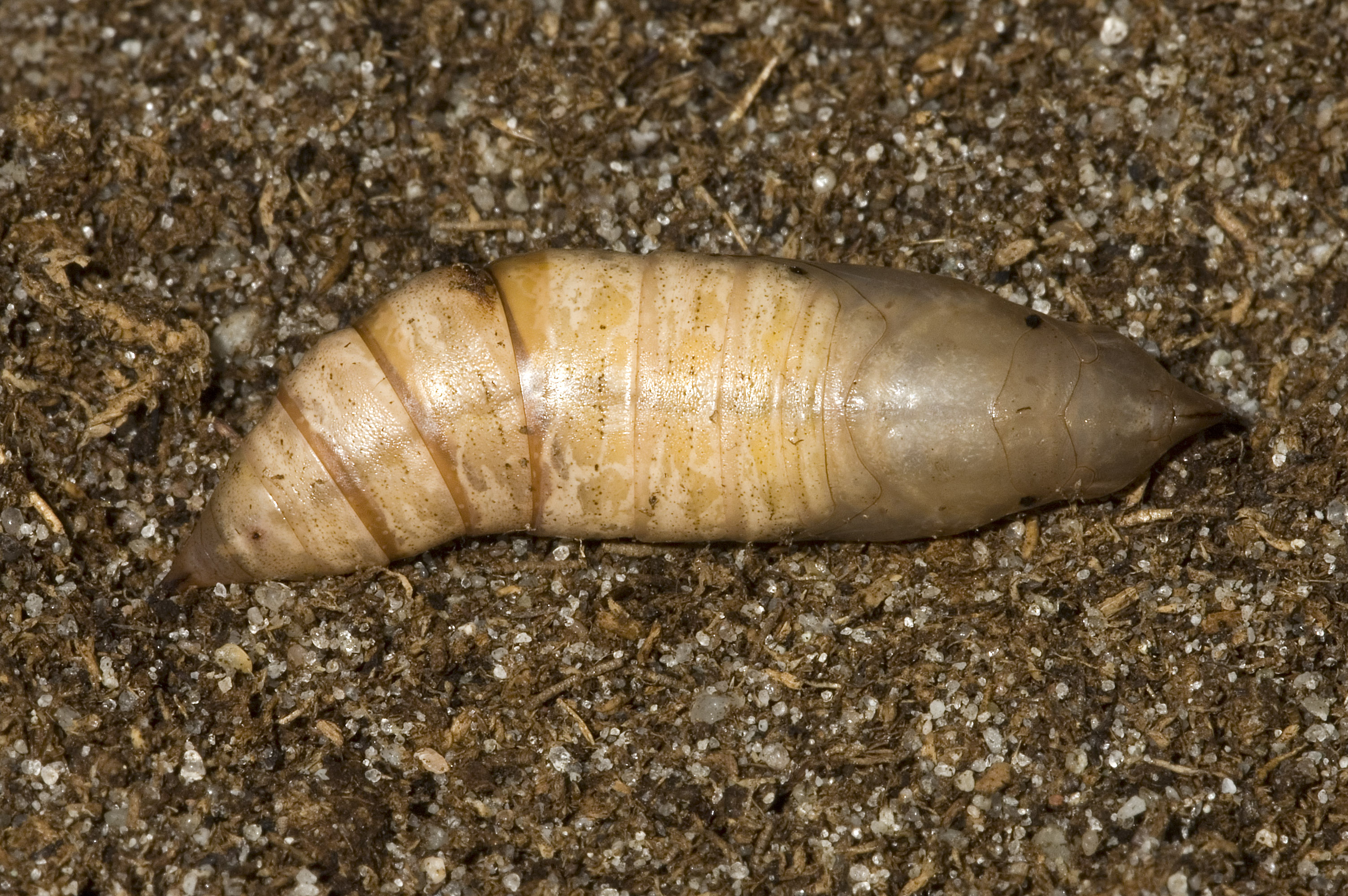
꼬리박각시 애벌레